# Njoro (Moshi)
Njoro è una circoscrizione urbana (urban ward) della Tanzania situata nel distretto urbano di Moshi, regione del Kilimangiaro. Conta una popolazione di 14 296 abitanti (censimento 2012).